# Parc (film)
Pour les articles homonymes, voir Parc (homonymie).
Pour plus de détails, voir Fiche technique et Distribution.
Parc est un film français réalisé par Arnaud des Pallières et sorti en 2009.

## Synopsis
Georges Clou habite au Parc, luxueuse ville privée de la Côte d’Azur. Il aime sa femme, son fils, sa maison et son chien. Va au bureau le matin, à l’église le dimanche, indifférent à l’agitation sociale qui secoue le pays. Riche, solitaire, Paul Marteau traîne une existence mélancolique et désœuvrée. Déchiré entre la sévérité du jugement qu’il porte sur le monde et son désir d’y appartenir, Marteau s’installe au Parc. Clou y voit l’occasion d’une sincère amitié. Marteau y trouve une nouvelle raison de vivre : détruire l’idéal de bonheur de l’homme occidental incarné par la famille Clou.

## Fiche technique
- Titre : Parc
- Réalisation : Arnaud des Pallières
- Scénario : Arnaud des Pallières d'après le roman Les Lumières de Bullet Park de John Cheever
- Musique : Martin Wheeler
- Photographie : Jeanne Lapoirie
- Montage : Arnaud des Pallières
- Société de production : Les Films d'ici , en association avec Cofinova 3
- Pays de production :  France
- Langue originale : français
- Durée : 109 minutes
- Date de sortie :
  - France : 14 janvier 2009

## Distribution
- Sergi López : Georges Clou
- Jean-Marc Barr : Paul Marteau
- Nathalie Richard : Hélène Clou
- Laurent Delbecque : Tony Clou
- Delphine Chuillot : Evelyne Marteau
- Jean-Pierre Kalfon : le propriétaire
- László Szabó : le guérisseur
- Geraldine Chaplin : la mère de Marteau
- Judith Henry : l'enseignante